# یواس‌اس گایوتا (اس‌پی-۴۳۶)
یواس‌اس گایوتا (اس‌پی-۴۳۶) (به انگلیسی: USS Gaivota (SP-436)) یک کشتی بود که طول آن ۹۱ فوت ۸ اینچ (۲۷٫۹۴ متر) بود. این کشتی در سال ۱۸۹۷ ساخته شد.